# Cratere Bonsu
Bonsu  è un cratere sulla superficie di Cerere.